# 刘新民
刘新民（1949年—），男，汉族，河南通许人，中华人民共和国政治人物，中国共产党党员，第十一届全国人民代表大会河南地区代表。

## 生平
毕业于中央党校研究生院马克思主义哲学专业。曾任中共商丘市委书记，河南省人大常委会副主任。2008年起担任全国人大代表。2008年10月17日，中国工会十五大在北京开幕，大会选举他出任主席团委员。